# Flor Batavia
Flor Batavia es una comunidad en el Municipio de San Andrés Teotilálpam en el estado de Oaxaca. Cuenta con 1207.3 habitantes. Esta comunidad esta a 448 metros de altitud.Cercano al pueblo Mágico de Huautla de Jiménez que está a 77 minutos en auto (62 km). Es el pueblo más poblado en la posición número 2 de todo el municipio. 

## Geografía
Está ubicada a 17° 35' 28.68"  latitud norte y 96° 18' 38.52"  longitud oeste.

## Población
Según el censo de población de INEGI del 2010: la comunidad cuenta con una población total de 1368 habitantes, de los cuales 710 son mujeres y 658 son hombres. Del total de la población 352 personas hablan alguna lengua indígena.

## Ocupación
El total de la población económicamente activa es de 361 habitantes, de los cuales 306 son hombres y 55 son mujeres.